# Hohler Stein (bei Buchen)
Der Hohle Stein  bei Buchen-Eberstadt ist eine mehrere Kilometer lange Tropfsteinhöhle. Die im Muschelkalk gelegene Höhle bildet mit der Eberstadter Tropfsteinhöhle und der Kornäckerhöhle die „Eberstadter Höhlenwelten“.

## Geologie

### Entstehung
→ siehe: Entstehung der Eberstadter Tropfsteinhöhle

### Beschreibung

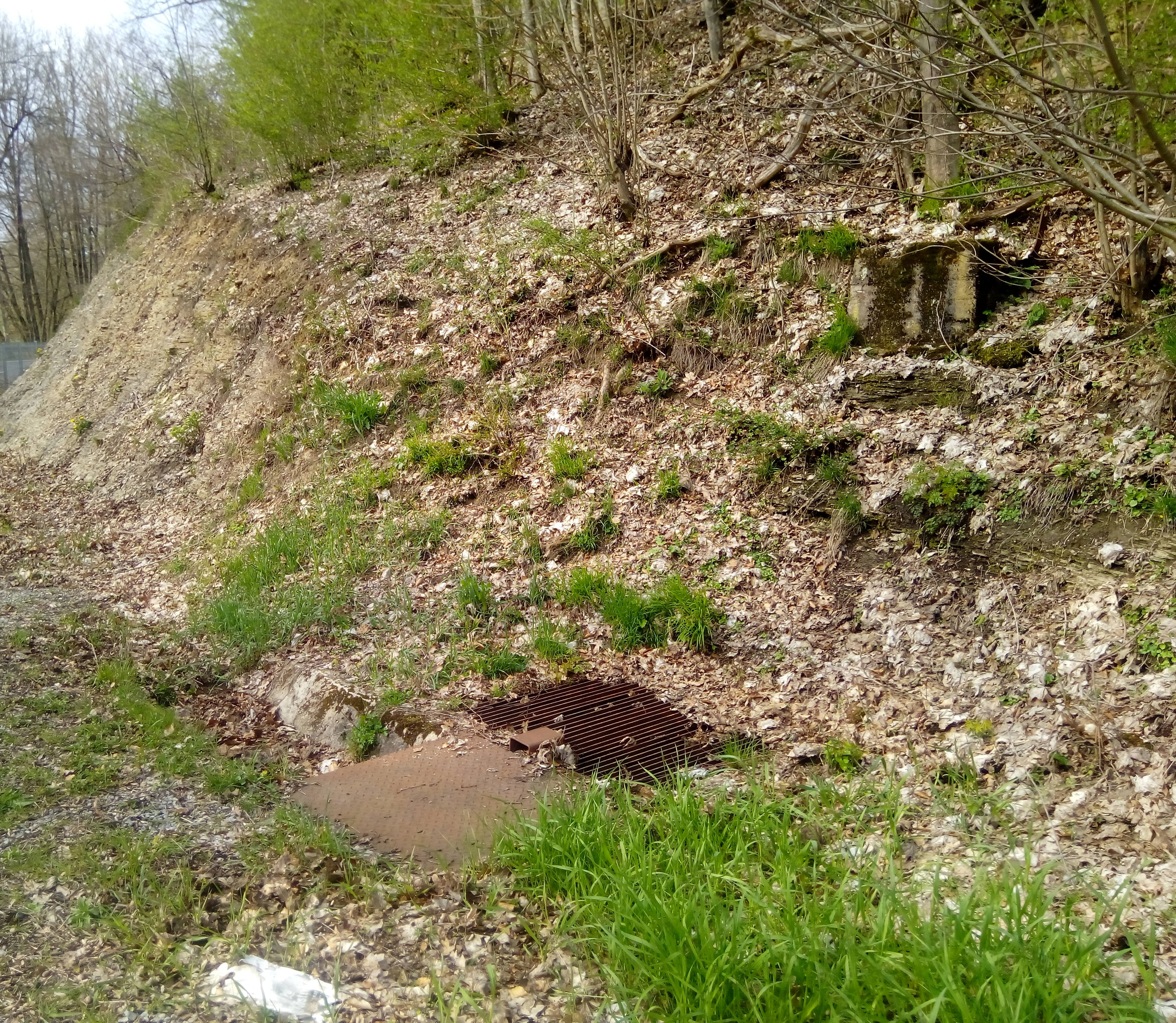
Gesicherter Eingang direkt neben der Kreisstraße

Der Eingang der Höhle liegt etwa 750 Meter südlich des Eingangs der Eberstadter Tropfsteinhöhle an der Straße Eberstadt – Seckach. Sie verläuft in nördlicher Richtung in weiten Teilen parallel zur Schauhöhle.
Kurz hinter dem Eingang teilt sich die Höhle in zwei Gänge. Der linke Gang endet nach etwa 70 Meter, der rechte Gang verengt sich nach etwa 50 Meter zu einem 25 Zentimeter hohen Spalt, der sich erst nach rund 100 Meter wieder vergrößert.
In diesem Bereich ist der Querschnitt der Höhle ellipsenförmig, eng und liegt zeitweise unter dem Karstwasserspiegel, sodass dann kein Zugang möglich ist. Es sind hier kaum Tropfsteine zu finden.
Danach folgen Räume mit bis zu 5 Meter Höhe und Breite. Sie werden abgelöst von Sinterbarrieren, die den Zugang sehr erschweren. Im hinteren Bereich der Höhle finden sich große Hallen mit Tropfsteingebilden. Die größte der Hallen, der sogenannte „Traumland-Dom“, erreicht eine Höhe von ca. 10 Meter und eine Länge von 25 Meter. Am Ende der vermessenen Strecke ist der Querschnitt noch so groß, dass man davon ausgeht, dass sich der gesamte Verlauf noch weit nach Norden zieht.

## Geschichte

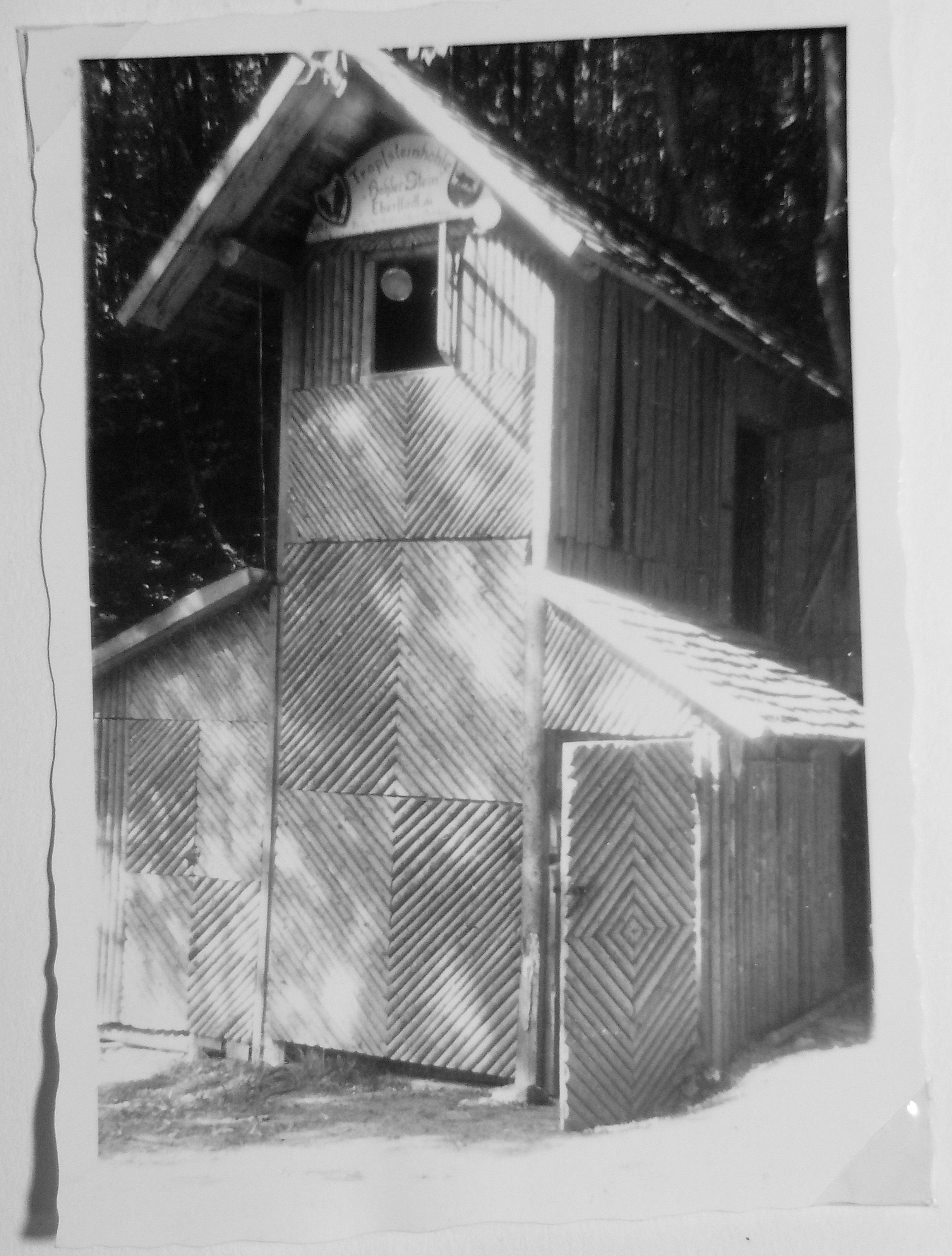
Die vom Verein für Heimat und Höhlenforschung in den 1950ern über dem Zugang errichtete Hütte

Die Existenz der Höhle ist seit langem bekannt, der Flurname Hohler Stein wird schon in alten Karten erwähnt. 1953 begannen die Mitglieder des damals gegründeten „Vereins für Heimat und Höhlenforschung“ die Höhle begehbar zu machen, indem sie den Höhlenlehm entfernten und über dem Eingang ein Holzhäuschen errichteten. Zwei Gänge mit rund 100 Meter Länge waren zeitweise für Besucher geöffnet. Bei stärkeren Niederschlägen füllte sich die Höhle jedoch mit Wasser und Lehm, der immer wieder entfernt werden musste. Der Aufwand dafür stand in keinem Verhältnis zur Anzahl der Besucher, die Höhle wurde deshalb nach wenigen Jahren wieder geschlossen.
Nach der Entdeckung der Eberstadter Tropfsteinhöhle nahm man die Erforschung 1977 wieder auf. Es gelang, eine Engstelle zu überwinden und weitere 900 Meter der Höhle zu vermessen, bis massive Sinterbildungen ein weiteres Vordringen verhinderten. Diese konnten erst 1985 überwunden werden. Bis 2006 wurde der Hohle Stein auf mehr als 3000 Meter erkundet. Die Erforschung ist noch nicht abgeschlossen, es wird eine Gesamtlänge von 5000 Meter vermutet.